# Thelma Mothershed
Thelma Mothershed-Wair (Bloomburg, Texas, 29 de noviembre de 1940-Little Rock, Arkansas, 19 de octubre de 2024) fue  una ciudadana estadounidense icono de la lucha antirracista en Estados Unidos. Es una de las estudiantes afroamericanas de Los nueve de Little Rock (Little Rock Nine).

## Biografía
Thelma Mothershed-Wair nació en Bloomburg, Texas, la hija de Hosanna Claire y Arlevia Mothershed de Little Rock, Arkansas. Asistió a la secundaria en las escuelas de Dunbar y Horace Mann. Ella recibió su diploma de escuela secundaria Central por correo. Wair se graduó de Southern Illinois Universidad Carbondale en 1964 y obtuvo su maestría en Orientación y Consejería y un Certificado de Administración en Educación de la Universidad del Sur de Illinois Edwardsville en 1970 y 1985, respectivamente. Wair enseñó economía doméstica en el sistema escolar del este de St. Louis durante 28 años antes de retirarse en 1994. Ha sido conocido como el líder de Los nueve de Little Rock.
Desde entonces, ha trabajado en la cárcel del condado de St. Clair, el centro de detención de menores en el condado de St. Clair, Illinois, y como instructora de las habilidades de supervivencia de las mujeres en el refugio de la Cruz Roja Americana de segunda oportunidad para los Sin Techo. También recibió el Premio Humanitario Nacional, el más alto premio otorgado en el 2005 Convención Nacional de señoras superiores de Distinción, Inc., celebrada en Chicago. Wair y su marido tienen un hijo. En 2003 se trasladó de nuevo a la zona de Little Rock.